# Fred Couples
Fred Couples (Seattle, Washington, 3. listopada 1959.) - američki igrač golfa hrvatskog podrijetla. 

## Biografija
Fred Couples rođen je 1959. godine u Seattlu u američkoj saveznoj državi Washington na istočnoj obali SAD-a. Otac mu je talijan Tom i majka Violeta rođena Sobich (Soblić) hrvatica.

## Karijera
U karijeri osvojio je 15 PGA turnira, dva European Toura i 4 Champions Toura.

## Vanjske poveznice
- www.fred-couples.com